# Давийз (окръг, Кентъки)
Окръг Давийз (на английски: Daviess County) е окръг в щата Кентъки, Съединени американски щати. Площта му е 1233 km², а населението - 93 756 души. Административен център е град Оуенсбъроу.